# Leni Ruwe
 Leni Ruwe (* 28. Oktober 2004 in Bünde, Deutschland) ist eine deutsche Handballspielerin.

## Karriere

### Im Verein
Ruwe spielte bei der JSG Lenzinghausen-Spenge, bei der sie von ihrem Vater Heiko Ruwe trainiert wurde. Mit der C-Jugend der JSG Lenzinghausen-Spenge wurde sie im Jahr 2019 Vize-Westfalenmeister. Im selben Jahr wechselte die Rückraumspielerin in die Jugendabteilung der HSG Blomberg-Lippe, bei der sie anfangs sowohl für die B-Jugend in der Oberliga als auch für die A-Jugend in der A-Juniorinnen Bundesliga auflief. Später gehörte sie, gemeinsam mit ihrer Schwester Emma Ruwe, dem Kader der 2. Damenmannschaft an, die in der 3. Liga antrat.
Ruwe bestritt am 22. Januar 2022 ihr Bundesligadebüt gegen den SV Union Halle-Neustadt. Seit der Saison 2022/23 gehört sie fest dem Bundesligakader der HSG Blomberg-Lippe an. Zusätzlich lief Ruwe in der Saison 2022/23 für die A-Jugend auf, mit der sie am Saisonende die deutsche Meisterschaft gewann. Nach der Saison 2023/24 legte sie eine Pause ein. Seit Januar 2025 steht sie im Kader des Zweitligisten Werder Bremen.

### In Auswahlmannschaften
Ruwe lief für die Landesauswahl des Handballverbandes Westfalen auf, mit der sie im Jahr 2019 an der DHB-Sichtung teilnahm. Anschließend wurde sie zu Lehrgängen der deutsche Jugendnationalmannschaft eingeladen. Ruwe nahm mit der deutschen Juniorinnennationalmannschaft an der U-20-Weltmeisterschaft 2022 teil, bei der Deutschland den siebten Platz belegte. Ruwe erzielte im Turnierverlauf 15 Treffer. Anschließend rückte Ruwe in den Kader der Juniorinnen-Nationalmannschaft auf, mit der sie den elften Platz bei der U-19-Europameisterschaft 2023 sowie den neunten Platz bei der U-20-Weltmeisterschaft 2024 belegte.